# تز (کشتی‌گیر)
تز (انگلیسی: Taz؛ زادهٔ ۱۱ اکتبر ۱۹۶۷) کشتی‌گیر کشتی حرفه‌ای، پادکست‌ساز، و مجری رادیو اهل ایالات متحده آمریکا است.